# جوركاسر (أملش الجنوبي)
جورکاسر (بالفارسية: جورکاسر) هي قرية تقع في إيران في غيلان. يقدر عدد سكانها بـ 199 نسمة بحسب إحصاء 2016.